# Goshen (Massachusetts)
Goshen és un poble dels Estats Units a l'estat de Massachusetts. Segons el cens del 2000 tenia 921 habitants.

## Demografia
Segons el cens del 2000, Goshen tenia 921 habitants, 365 habitatges, i 247 famílies. La densitat de població era de 20,5 habitants/km².
Dels 365 habitatges en un 29,9% hi vivien nens de menys de 18 anys, en un 56,2% hi vivien parelles casades, en un 6,8% dones solteres, i en un 32,3% no eren unitats familiars. En el 18,4% dels habitatges hi vivien persones soles el 5,8% de les quals corresponia a persones de 65 anys o més que vivien soles. El nombre mitjà de persones vivint en cada habitatge era de 2,52 i el nombre mitjà de persones que vivien en cada família era de 2,94.
Per edats la població es repartia de la següent manera: un 21,9% tenia menys de 18 anys, un 4,3% entre 18 i 24, un 32% entre 25 i 44, un 31,1% de 45 a 60 i un 10,6% 65 anys o més.
L'edat mediana era de 41 anys. Per cada 100 dones de 18 o més anys hi havia 90,2 homes.
La renda mediana per habitatge era de 49.583 $ i la renda mediana per família de 58.750$. Els homes tenien una renda mediana de 37.159 $ mentre que les dones 27.500$. La renda per capita de la població era de 22.221$. Entorn del 4,3% de les famílies i el 7,9% de la població estaven per davall del llindar de pobresa.